# 336 (EP)
336 è un EP registrato con la Dreamworks dalla band AFI. Contiene due nuove canzoni del gruppo, presenti anche nel prossimo album Sing the Sorrow.

## Tracce
1. Now the World – 4:01
2. Reivers Music – 3:24

## Formazione
- Davey Havok - voce
- Jade Puget - chitarra, voce secondaria
- Hunter Burgan - basso, voce secondaria
- Adam Carson -batteria